# Усолье-7
Усолье-7 (также Усолье-Сибирское-7, ЦДС) — посёлок (военный городок) в Усольском районе Иркутской области России. Входит в состав Мишелевского муниципального образования.

## География
Находится примерно в 47 км к юго-западу от районного центра в лесу недалеко от побережья реки Белая.

### Внутреннее деление
Состоит из 3-х улиц: Звёздная, Зелёная, Лесная

## История
Основан в 1963 году как военный городок при радиолокационной станции, строительство которых началось в этом же году.
в городке есть Памятник Ленину , Стела , Музыкальная школа , МБОУ СОШ №20 , и военные здания